# Nova Milanese
Nova Milanese es una localidad y comune italiana de la provincia de Monza y Brianza, región de Lombardía, con 23.210 habitantes.

## Evolución demográfica
| Gráfica de evolución demográfica de Nova Milanese entre 1861 y 2001 |
|                                                                     |
| Fuente ISTAT - elaboración gráfica de Wikipedia                     |